# Where is Brian?
 (avril 2013).
« Where is Brian? » (littéralement : « Où est Brian ? ») est une phrase tirée de Speak English Classe de 6e, méthode largement utilisée dans les années 1970/1980 pour apprendre l'anglais.
La réponse à cette question est « Brian is in the kitchen » (Brian est dans la cuisine). Après cette phrase vient la suivante : « Where is Jenny, the sister of Brian? » (Où est Jenny, la sœur de Brian ?) et la réponse était « Jenny is in the bathroom » (Jenny est dans la salle de bains).
Cette phrase a été popularisée par un sketch de Gad Elmaleh et est devenue une référence sur Internet et les forums[évasif].